# Cardedu
Cardedu es un municipio de Italia de 1.465 habitantes en la provincia de Nuoro, región de Cerdeña.

## Evolución demográfica
| Gráfica de evolución demográfica de Cardedu entre 1861 y 2001 |
|                                                               |
| Fuente ISTAT - Elaboración gráfica de Wikipedia               |